# Tellina sybaritica
Tellina sybaritica är en musselart som beskrevs av Dall 1881. Tellina sybaritica ingår i släktet Tellina och familjen Tellinidae. Inga underarter finns listade i Catalogue of Life.